# Zurück in die Zukunft II
Zurück in die Zukunft II (Originaltitel: Back to the Future Part II) ist eine Science-Fiction-Filmkomödie des Regisseurs Robert Zemeckis aus dem Jahr 1989. Das Drehbuch zum Film schrieb Bob Gale. Der Film stellt den zweiten Teil der Zurück-in-die-Zukunft-Trilogie dar. Der erste Teil Zurück in die Zukunft erschien 1985, der dritte Teil Zurück in die Zukunft III wurde 1990 veröffentlicht. Der Film startete am 21. Dezember 1989 in den deutschen Kinos, in Österreich bereits am 15. Dezember.
Der Film erzählt die Geschichte von Marty McFly, der mit dem befreundeten Wissenschaftler Dr. Brown per Zeitreise in das Jahr 2015 reist. Dort gerät die Zeitmaschine, ein umgebauter Sportwagen vom Typ DeLorean DMC-12, für kurze Zeit unter die Kontrolle von Biff Tannen (ein Gegenspieler aus dem ersten Film), der damit eine alternative Gegenwart herstellt.

## Handlung
Die Handlung beginnt mit der Wiederholung der letzten zwei Minuten aus dem ersten Teil. Am 26. Oktober 1985 kommt Dr. Brown aus der Zukunft zurück und fordert Marty und dessen Freundin Jennifer auf, ihn in die Zukunft zu begleiten, da es um ihre Kinder gehe. Sie reisen gemeinsam zum 21. Oktober 2015, um Martys Sohn davon abzuhalten, mit Biffs Enkel eine Straftat zu begehen, was Marty nach ein paar Schwierigkeiten auch gelingt.
Marty kauft in der Zukunft einen Almanach, der die Sportergebnisse der Jahre 1950 bis 2000 enthält, weil er mit dessen Hilfe mit Sportwetten Geld verdienen will. Als Brown dies bemerkt, wirft er den Almanach weg, da er nicht will, dass seine Zeitmaschine dafür missbraucht wird. Der alte Biff aus dem Jahr 2015 belauscht das Gespräch der beiden und erfährt so, dass Brown eine Zeitmaschine erfunden hat. Er nimmt den Almanach an sich, verfolgt die beiden und stiehlt ihnen unbemerkt die Zeitmaschine, mit der er in die Vergangenheit des Jahres 1955 gelangt, um seinem dortigen jüngeren Ich den Almanach zu übergeben. Anschließend reist er wieder ins Jahr 2015 zurück.

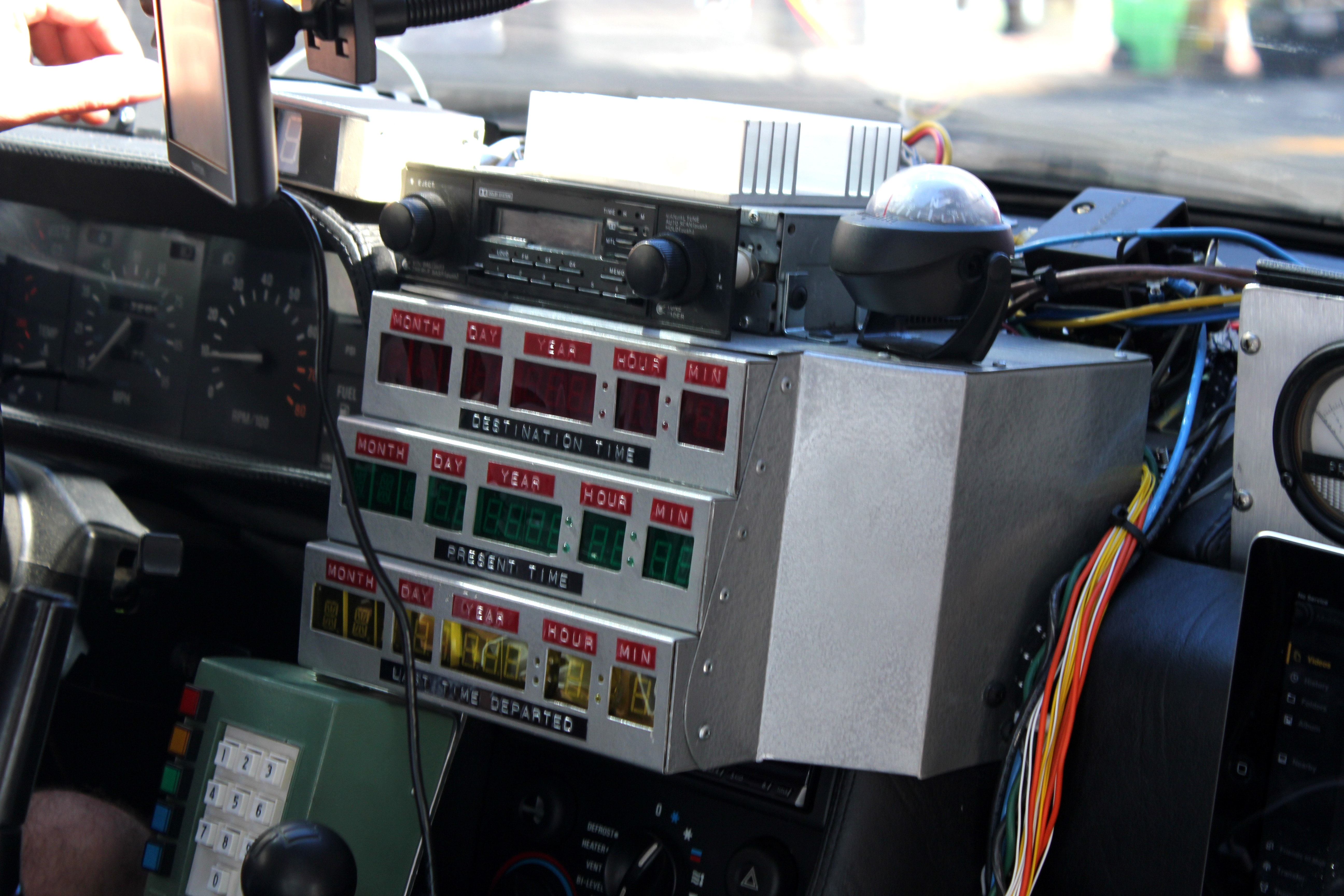
DeLorean-DMC-12-Zeitmaschine (2013)

Als Marty, Jennifer und Brown aus der Zukunft zurückkehren, finden sie sich in einem völlig veränderten 1985 wieder: Biff ist durch Sportwetten auf Basis des Almanachs zu einem reichen und mächtigen Mann geworden und herrscht über sein Firmenimperium Biffco in Hill Valley, dem Heimatort Martys in Kalifornien, während der Rest dieser Stadt in Armut, Korruption und Kriminalität versunken ist. Brown wurde für unzurechnungsfähig erklärt, Martys Vater George von Biff bereits 1973 getötet, und Martys Mutter hat diesen wegen Geldsorgen geheiratet.
Brown erklärt Marty – stark verwirrt durch die veränderte Zeitlinie – anhand eines Schemas, dass der Zeitpunkt zum Wiederherstellen der ursprünglichen Realität genau an dem Tag in der Vergangenheit liege, als der alte Biff in die Zeit eingegriffen habe. Marty entlockt Biff die Information, dass dieser den Almanach am 12. November 1955 von einem alten Mann erhalten habe. Dies war der Tag, an dem auch der Blitz in die Rathausuhr von Hill Valley einschlug und Marty so von seiner ersten Zeitreise wieder nach 1985 zurückgelangte. Da Biff ohnehin vorhat, Marty zu töten, prahlt er damit, dessen Vater George erschossen zu haben. Marty kann jedoch entkommen und reist mit Dr. Brown ins Jahr 1955 zurück, um dem jüngeren Biff den Almanach wieder abzunehmen.
In der Vergangenheit müssen beide auf der Hut sein, nicht auf ihre anderen Ichs zu treffen, weil das Risiko eines Zeitparadoxons besteht. Daraus ergeben sich einige Probleme und Situationen, in denen der neue Marty Szenen des ersten Films aus einer anderen Perspektive wiedererlebt.
Marty kann schließlich den Almanach verbrennen, wodurch die ursprüngliche Zeitlinie wiederhergestellt wird. Bevor sie jedoch in das Jahr 1985 zurückkehren können, wird die Zeitmaschine, in der Brown sitzt, von einem Blitz getroffen und verschwindet. Unmittelbar darauf taucht ein Postzusteller auf, der Marty einen vor 70 Jahren geschriebenen Brief übergibt. Der Brief ist von Brown, der mitsamt der Zeitmaschine in das Jahr 1885 versetzt wurde. Marty läuft daraufhin zurück in die Stadt und trifft auf den Dr. Brown aus dem Jahr 1955, der gerade nach dem Blitzeinschlag in die Rathausuhr den anderen Marty zurück in die Zukunft geschickt hatte und beim Anblick von Marty prompt in Ohnmacht fällt.

## Produktion
Ursprünglich wurde das Drehbuch für die Fortsetzung des ersten Teils für nur einen Film geschrieben. Der Arbeitstitel lautete „Paradox“. Der Film wäre allerdings über drei Stunden lang und mit einem veranschlagten Budget von 80 Millionen Dollar auch der teuerste bis dahin produzierte Film geworden. Sowohl die Überlänge als auch die Kosten für einen Film wollte das Studio nicht akzeptieren, Bob Gale schlug deshalb vor, sowohl die Handlung als auch die Kosten auf zwei Filme aufzuteilen.
Folglich lag das Budget für diesen Film bei 40 Millionen US-Dollar; das Einspielergebnis betrug rund 332 Millionen US-Dollar.
Die Dreharbeiten begannen am 24. Februar 1989 und endeten am 2. August 1989. Abzüglich Unterbrechungen hatte der Film 104 Drehtage, inklusive einer Szene für Teil III. Nach einer kurzen Pause begannen im September 1989 die Dreharbeiten für den dritten Teil.
Die im ersten Teil von Crispin Glover gespielte Rolle von Martys Vater George McFly wurde nicht mehr mit Glover besetzt. Laut Drehbuchschreiber und Mitproduzent Bob Gale hatte er zu hohe Ansprüche gestellt. Glover nannte 1992 in einem Interview in der Radiosendung The Howard Stern Show „künstlerische Differenzen“ über die Gestaltung der Rolle zwischen ihm und Regisseur Zemeckis als Grund. Er meinte, Zemeckis hätte einen gefügigeren Schauspieler als ihn haben wollen. Als sein Ausscheiden feststand, wurden die Szenen mit George McFly auf ein Minimum gekürzt und dessen Rolle von Jeffrey Weissman übernommen. Dieser wird im Film aber nur von der Seite, von hinten oder auf den Kopf gestellt (mit prothetischem Make-up dem Gesicht von Glover angepasst) gezeigt. Allerdings ist auch Crispin Glover in der Rolle des George McFly zu sehen, da alte Aufnahmen von ihm aus dem ersten Teil in den Film mit eingefügt wurden. Glover verklagte später erfolgreich die Produzenten wegen Verwendung dieser Szenen und der Nachahmung seines Äußeren, weil die Produzenten ohne seine Zustimmung kein Recht dazu besäßen.
Die Rolle von Martys Freundin Jennifer konnte wegen eines Krankheitsfalls in ihrer Familie nicht mehr mit Claudia Wells besetzt werden und wurde von Elisabeth Shue übernommen. Der damals noch unbekannte, achtjährige Elijah Wood hatte im Film seine erste Rolle. Er ist kurz als eines der beiden Kinder am Wild-Gunman-Spielautomaten zu sehen.
Michael Balzary, der Bassist der Red Hot Chili Peppers, spielt Martys Arbeitskollegen Needles, der auf dem Bildschirm des Bildtelefons zu sehen ist. Im dritten Film Zurück in die Zukunft III fordert seine Figur dann Marty zum Autorennen heraus. Jason Scott Lee (Dragon – Die Bruce Lee Story, Das Dschungelbuch) spielte ein Mitglied von Griff Tannens Schlägertruppe.

## Synchronisation
Die deutsche Synchronfassung entstand bei der Berliner Synchron nach einem Dialogbuch und unter der Dialogregie von Michael Nowka.
Ernst Jacobi, der Christopher Lloyd im ersten Teil synchronisiert hatte, weigerte sich, das auch bei den beiden Fortsetzungen zu tun, da er die Art, wie sich „Doc“ Brown artikuliert, als zu anstrengend empfunden habe, woraufhin Lutz Mackensy übernahm.
| Figur                                         | Schauspieler      | Synchronsprecher             |
| --------------------------------------------- | ----------------- | ---------------------------- |
| Marty McFly / Marty McFly Jr. / Marlene McFly | Michael J. Fox    | Sven Hasper                  |
| Dr. Emmett „Doc“ Brown                        | Christopher Lloyd | Lutz Mackensy                |
| Lorraine Baines (später: McFly, Tannen)       | Lea Thompson      | Liane Rudolph                |
| Biff Tannen / Griff Tannen                    | Thomas F. Wilson  | Thomas Petruo / Frank Schaff |
| Jennifer Parker                               | Elisabeth Shue    | Bettina Spier                |
| Mr. Strickland                                | James Tolkan      | Robert Dietl                 |
| George McFly                                  | Jeffrey Weissman  | Stephan Schwartz             |
| Douglas Needles                               | Flea              | Ulrich Gressieker            |
| Terry                                         | Charles Fleischer | Tobias Meister               |
| 3-D                                           | Casey Siemaszko   |                              |
| Match                                         | Billy Zane        | Ulli Kinalzik                |
| Skinhead                                      | J. J. Cohen       | Michael Nowka                |
| Data                                          | Ricky Dean Logan  |                              |
| Spike                                         | Darlene Vogel     | Dorette Hugo                 |
| Whitey                                        | Jason Scott Lee   |                              |
| Marvin Berry                                  | Harry Waters Jr.  | Manfred Lehmann              |
| Goldie Wilson III.                            | Donald Fullilove  | Michael Nowka                |
| Briefzusteller                                | Joe Flaherty      | Claus Jurichs                |
| Video-Game-Junge                              | Elijah Wood       |                              |

## Rezeption

### Kritiken
Das Lexikon des internationalen Films schrieb: „Verblüffende Tricks, liebevolle Details und geschickte Dramaturgie machen den Film zu einem weitgehend ungetrübten Vergnügen, das zum Ende hin allerdings deutlich abfällt und die Auflösung der verzwickten Geschichte auf den dritten Teil verschiebt.“
Oliver Armknecht von film-rezensionen.de meinte: „Zurück in die Zukunft II“ „nahm das Erfolgsrezept des Vorgängers, wusste aber nicht so recht, wie dieses weiterentwickelt werden kann.“ Der Film „funktioniert als eigenständiges Werk nur mäßig. Ein großer Teil des Witzes in der zweiten Hälfte besteht darin, die Szenen aus dem Vorgänger zu variieren – ein frühes Beispiel für Fanservice also. Das Ende wiederum ist nur ein Übergang zum dritten Teil, der dieses Mal nicht nur angeteasert, sondern auch in Form eines Trailers gezeigt wurde. Unterhaltsam ist das trotz allem schon, einige der absurderen Einfälle der Reihe wurden hier konsequent weitergedacht, auch die Zukunftsvision ist spaßig. Trotz des hohen Tempos geht es aber nicht immer wirklich voran, woran auch die vielen Wiederholungen ihren Anteil haben, die zwar für wohlige Déjà-vu-Erlebnisse sorgen, darüber hinaus aber wenig bieten.“
Bei Treffpunkt-Kritik wertete Jens Adrian: „Was man dem Beginn von Zurück in die Zukunft II allerdings ansieht ist die Zeitspanne, die seit den Dreharbeiten zum ersten Teil vergangen war; die Schauspieler wirken weit aufgekratzter, überzeichneter und überspielen ihre Rollen mit ausladender Mimik und Gestik, als wollten sie sich zuerst wieder auf einander einspielen. Dies gibt sich dann nach kurzer Zeit wieder, wirkt aber insbesondere beim Beginn störend.
Storytechnisch versucht Bob Gale einen neuen Weg zu gehen, beschrieb er im ersten Teil noch die Auswirkungen, die Interaktionen mit der Vergangenheit haben könnte, so steht in Teil zwei eindeutig der Missbrauch der Zeitreisetechnologie im Vordergrund: Was, wenn die Maschine in die falschen Hände gerät? Die Auswirkungen dieser Frage erörtert Gale eindrucksvoll und auch verständlich, weswegen der Film insbesondere in der Mitte deutlich düsterer geraten ist, als noch Teil eins.“

### Auszeichnungen
- Bei der Oscarverleihung 1990 war der Film in der Kategorie Beste visuelle Effekte nominiert.
- Die Goldene Leinwand 1990 wurde dem Film für das Erreichen von drei Millionen Kino-Besuchern innerhalb von 18 Monaten verliehen.
- Einen BAFTA-Award 1991 gewann der Film in der Kategorie Beste visuelle Effekte.
- Der Film gewann einen Saturn Award 1991 in der Kategorie Beste Spezialeffekte und war darüber hinaus in weiteren drei Kategorien nominiert: Beste Kostüme, Bestes Make-up und Bester Science-Fiction-Film.

## Trivia
- Die ersten Minuten des zweiten Teils, die fast exakt wie die letzten Minuten des ersten Teils aussehen, stammen nicht aus dem ersten Film, sondern wurden für den zweiten Teil teilweise neu gedreht, da die Schauspielerin von Martys Freundin Jennifer Parker ersetzt werden musste (Claudia Wells → Elisabeth Shue). Die Filmemacher haben das genutzt, um bei Browns Antwort auf Martys Frage bezüglich seiner und Jennifers Zukunft („Werden wir Idioten oder sowas in der Richtung?“) ein Zögern einzubauen, da die Zukunft für die beiden wirklich nicht gut aussieht.[12]
- Im Film wird eine Szene aus einem Western mit Clint Eastwood gezeigt. Dabei handelt es sich um Für eine Handvoll Dollar aus dem Jahr 1964. Im dritten Teil wird diese Szene aufgegriffen: Marty gibt sich dort als Clint Eastwood aus und benutzt den in der Szene gezeigten Schutz bei einem Schießduell.
- In einem Kino der Zukunft wird „Jaws 19“ von „Max Spielberg“ beworben. Jaws ist der Originaltitel von Steven Spielbergs Film Der weiße Hai. Spielberg war an Zurück in die Zukunft II als Executive Producer beteiligt und hat tatsächlich einen Sohn mit dem Namen Max.
- Das durch Biffs Einfluss veränderte Hill Valley von 1985 ist eine Reminiszenz an den Film Ist das Leben nicht schön?, in dem aus dem beschaulichen Bedford Falls das lasterhafte Pottersville wird.[13]
- Nach Bob Gale basiert die Figur des Biff Tannen als Milliardär und Casinobesitzer auf Donald Trump.[14]
- Als Vorbild für das Pleasure Paradise Casino von Biff Tannen diente das Plaza Hotel & Casino in Las Vegas.
- Im Originalton enthält der Film eine Referenz auf Asphalt-Cowboy, als Marty jr. beinahe von einem Auto angefahren wird und er daraufhin „I’m walking here! I’m walking here!“ schreit.
- Im 80er-Jahre-Café von 2015 werden die virtuellen Bedienungen als Videobilder von Michael Jackson, Ronald Reagan und Ayatollah Chomeini auf Bildschirmen dargestellt. Dies geschieht in der Art der in den 1980er Jahren bekannten Figur Max Headroom. Außerdem sind dort verschiedene Fernsehserien der 1980er Jahre zu sehen – unter anderem Familienbande mit Michael J. Fox und Taxi mit Christopher Lloyd.
- Im Schaufenster des Antiquitätengeschäfts „Blast from the Past“ ist die Denimjacke zu sehen, die Marty in vielen Szenen des ersten Filmes trug und dann neben seinem Bett im Jahr 1985 zurückließ.
- Speziell für den Film entwickelte die Firma Industrial Light & Magic ein „VistaGlide“ genanntes Kamerasystem, mit dessen Hilfe Szenen gedreht werden konnten, in denen ein Schauspieler scheinbar mehrfach in einer Szene erscheint und mit sich selbst interagiert.
- Michael J. Fox musste fast die gesamte Szene, in der er im ersten Teil Johnny B. Goode auf der Bühne rockt, noch einmal nachspielen, um aus einer anderen Kameraperspektive den zweiten Marty gleichzeitig zeigen zu können. Außerdem musste er das Skateboardfahren für die Verfolgungsszenen auf den Hoverboards neu erlernen, da er es in den vier Jahren, die seit dem ersten Film vergangen waren, verlernt hatte.
- In einer aus dem finalen Film herausgeschnittenen Szene sieht man die abgebrannte Schule, die Rektor Strickland erwähnt.[15] In einer anderen herausgeschnittenen Szene im Jahr 2015 sieht man, wie sich Biff auflöst, während Marty und Doc ins Jahr 1985 zurückkehren. Im Film selbst wird nur gezeigt, wie er an einem parkenden Auto zusammenbricht. Somit wirdt er aus der Zeitlinie im Zeitraum zwischen 1985 und 2015 gelöscht. Des Weiteren existiert eine Szene mit Dave McFly (Marc McClure), dem Bruder von Marty vor „Biff’s Vergnügungsparadies“ im veränderten 1985. Da dieser Part nicht in der offiziellen Version verwendet wurde, taucht die erwähnte Rolle im zweiten Teil nicht auf.
- Im Wohnzimmer der McFlys spielt der alte Marty McFly das Gitarrenriff von The Power of Love von Huey Lewis & the News (aus Zurück in die Zukunft) auf der Gitarre.
- Die Schuhe von Marty McFly produzierte Nike nach Fanaufrufen unter dem Namen Nike Mag als limitierte Kleinserie.
- Der zweite Teil endet mit der Einblendung „to be concluded“ (der Schluss folgt) gefolgt von kurzen Ausschnitten aus dem dritten Teil.

## Mittwoch, 21. Oktober 2015
Am in der Zurück-in-die-Zukunft-Trilogie genannten 21. Oktober 2015 kommt Marty McFly um 16:29 Uhr kalifornischer Zeit in der Zukunft an, die er um 19:28 Uhr wieder verlässt. Am realen 21. Oktober 2015 feierten viele Fans den Ankunftstag. In der Presse gab es entsprechende Artikel, in denen häufig die vorhergesagten technischen Entwicklungen und die tatsächlich eingetretene Entwicklung verglichen wurden. Daneben gab es viele Sonderveranstaltungen an diesem Tag, etwa Filmnächte, an denen die gesamte Trilogie direkt hintereinander gezeigt wurde.
In der deutschen Synchronisation des Films wird der 21. Oktober 2015 fälschlicherweise als Dienstag bezeichnet, obwohl es sich tatsächlich um einen Mittwoch handelte und Dr. Brown in der englischen Originalfassung auch Mittwoch als Wochentag nennt.
Weitere Ereignisse und Ankündigungen
- Die ARD veröffentlichte am 21. Oktober 2015 eine „Sonderausgabe“ der Tagesschau, in der fiktive Nachrichten aus dem Film präsentiert wurden.[19][20] Die Sendung wurde schon morgens gesendet, obwohl 21. Oktober 2015 16:29 Uhr in Kalifornien erst am 22. Oktober deutscher Zeit war.
- Der Fernsehsender RTL II strahlte an diesem Tag Zurück in die Zukunft II aus, gefolgt von der Dokumentation Back to the Present – Die Zukunft ist jetzt.[21][22]
- In der Show Jimmy Kimmel Live, in der am besagten Tag Michael J. Fox zu Gast war, fuhren Fox und Christopher Lloyd mit einem Delorean auf die Bühne und spielten ihre alten Rollen. Ebenfalls war Thomas F. Wilson als Bühnenarbeiter und Huey Lewis war im Publikum dabei.
- Am Donnerstag, 22. Oktober 2015, strahlte ZDFneo eine Sonderausgabe der Sendung Neo Magazin Royale aus (sie wurde immer am Donnerstag ausgestrahlt), die im Jahre 1985 spielte. Die Show wurde komplett im 1980er-Stil ausgestrahlt und erwähnte neben Ereignisse von 1985 und humoristischen Anspielungen auf die heutige Zeit auch den Originalfilm Zurück in die Zukunft. Gast der Show war Jan Köppen, der "aus der Zukunft, aus dem Jahr 2015"  mit einem fliegenden Delorean in der Sendung eintraf. Seine Kleidung war stark an das 2015-Outfit von Marty aus dem Film angelehnt.
- Bei der Ankunft von Marty McFly am 21. Oktober 2015 ist im Hintergrund Werbung für Der weiße Hai 19 zu sehen. Universal Pictures produzierte anlässlich Martys „Ankunft“ einen Trailer zu diesem fiktiven Film.[23]
- NBC strahlte im Frühstücksfernsehen Today ein mehrstündiges Livespecial mit Michael J. Fox, Christopher Lloyd und Lea Thompson aus.[24]
- Die US-amerikanische Tageszeitung USA Today ließ eine Großzahl der Cover mit dem Zeitungscover aus dem Film produzieren.[25][26]
- Der Autohersteller Ford veröffentlichte einen blinkenden Fluxkompensator als einbaubares Ersatzteil.[27]
- Toyota gab bekannt, ab 2015 den schwarzen Pick-Up aus dem ersten Teil, der damals extra für den Film angefertigt wurde, als Serienversion auf Basis des Toyota Tacoma zu verkaufen.[28]
- Pepsi verkaufte für einen Tag die aus dem Film bekannt gewordene Pepsi Perfect in der markanten Flasche.[29]
- Der Konsolenhersteller Nintendo veröffentlichte das Spiel Wild Gunman, das im Film im Café der 80er gezeigt wurde, für die Wii U.[30]
- Nike gab in einer Pressemitteilung bekannt, dass die Nike-Mag-Schuhe aus dem Film inklusive der Powerlaschen bereits seit 2011 entwickelt wurden und 2016 als limitierte Edition verkauft werden sollen. Jedes Paar wird dabei für die Parkinsonstiftung von Michael J. Fox versteigert.[31]
- Die Kleinstadt Reston in Virginia benannte sich einen Tag lang in Hill Valley um.[32]
- Des Weiteren wird im Film vom sensationellen Gewinn der Baseball World Series durch die Chicago Cubs berichtet, auf den das Team seit 1908 warten musste: In der Tat konnten die Cubs auch zwischen 1989 (dem Erscheinungsjahr des Films) und 2015 die World Series kein einziges Mal gewinnen. Zum 21. Oktober 2015 befanden sich die Cubs tatsächlich noch unter den letzten vier verbliebenen Teams der Major League Baseball Saison 2015, schieden jedoch ausgerechnet an diesem Tag gegen die New York Mets aus.[33] Ein Jahr später, am 2. November 2016, gewannen die Cubs die World Series nach sieben Finals gegen die Cleveland Indians.

Vergleich zwischen Film und Realität
Im fiktiven Jahr 2015 vorhandene, aber tatsächlich nicht eingetretene Erfindungen sind fliegende Autos und fliegende Skateboards (Hoverboards) oder Schuhe, die sich selbst schnüren. Dagegen sind Flachbildschirme, Bildtelefone (siehe z. B. Skype) sowie tragbare Telefone für jeden (siehe Smartphones) in der Tat üblich geworden. Ebenso ist eine starke weltwirtschaftliche Bedeutung asiatischer Länder (etwa Volksrepublik China, Japan) eingetreten. Nicht erwähnt wird im Film das Internet, stattdessen hat dort das Fax eine große Bedeutung.
Im Internet erschienen zahlreiche Webvideos, die sich mit der Zeitreise in das Jahr 2015 beschäftigen. Marty und Dr. Brown diskutieren z. B. im Kurzfilm Fueled by the Future über tatsächlich eingetretene Dinge, aber auch über fliegende Autos und Hoverboards.
Alternative Zeitlinie
Anlässlich der Veröffentlichung einer neuen BluRay-Box der Zurück-in-die-Zukunft-Trilogie, die am 20. Oktober 2015 erschien, produzierte Universal den knapp zehnminütigen Kurzfilm Doc Brown saves the world („Doc Brown rettet die Welt“) mit Christopher Lloyd, der als Bonus in der Box enthalten ist. Darin verhindert Doc per Zeitreise die gesamten Ereignisse des zweiten Teils (inkl. der in unseren realen Welt nicht eingetroffenen Erfindungen wie Hoverboard und Essenshydrierer), da er herausgefunden hat, dass diese Zeitlinie im Jahr 2045 zum atomaren Weltuntergang führt, der dort nach langer Vorarbeit durch Griff Tannen ausgelöst wird, der sich so endlich dafür rächt, dass die Welt sich über seine auf dem Titel der USA Today veröffentlichte Verhaftung im Jahr 2015 amüsiert hat.